# Misto Esporte Clube
Il Misto Esporte Clube, noto anche semplicemente come Misto, è una società calcistica brasiliana con sede nella città di Três Lagoas, nello stato del Mato Grosso do Sul.

## Storia
Il club è stato fondato il 1º gennaio 1992. Ha partecipato alla Coppa del Brasile nel 2009, dopo aver eliminato il Campinense al primo turno, il club è stato eliminato al secondo turno dal Corinthians. Ha vinto il Campeonato Sul-Mato-Grossense Série B nel 2011, dopo aver sconfitto il Colorado di Caarapó in finale.

## Palmarès

### Competizioni statali
- Campeonato Sul-Mato-Grossense Série B: 1

2011